# Eugenios Antoniadi
Eugène Michel Antoniadi (1 de março de 1870 – 10 de fevereiro de 1944 foi um astrônomo grego, nascido na Ásia Menor, que passou a maior parte de sua vida na França. Também é conhecido como Eugenios Antoniadis e seu nome é encontrado na literatura como  Eugène Antoniadi ou até mesmo Eugène Marie Antoniadi.

## Biografia
Antoniadi tornou - se um bem reputado observador de Marte, e o primeiro a propor a noão dos Canais marcianos, mas depois de observar o planeta com um telescópio de 83 cm no Observatório Meudon em 1909, durante a oposição de Marte, concluiu que erroneamente que os canais eram uma ilusão ótica. Ele também observou o planeta Vênus e Mercúrio e fez as primeiras tentativas de desenhar um mapa de MErcúrio, mas seus mapas eram imperfeitos por ter feito a incorreta suposição que Mercúrio tinha uma rotação sincronizada com o Sol. A primeira nomenclatura padronizda dos albedos marcianos foram introduzidos pela União Astronómica Internacional quando adotou 128 nomes do mapa de 1929 de Antoniadi nomeado La Planète Mars.
As crateras Antoniadi em Marte e Antoniado foram nomeadas em sua homenagem assim como a Dorsum Antoniadi em Mercúrio. Ele também é famoso por ter criado a escala Antoniadi de observação, que é comumente usada na astronomia amadora. Ele também foi um forte enxadrista e seu melhor resultado foi um empate com Frank Marshall no primeiro lugar do torneio de Paris de 1907, um ponto a frente de Savielly Tartakower.

## Publicações
Antoniadi foi um escritor prolífico de artigos e livros (o Astrophysics Data System lista cerca de 230 de sua autoria ou co-autoria). As disciplinas incluíam astronomia, história e arquitetura. Ele frequentemente escrevia artigos para L'Astronomie da Société astronomique de France, Astronomische Nachrichten, e o Monthly Notices of the Royal Astronomical Society, entre outros.
Trabalhos notáveis incluem:
- Sur une Anomalie de la phase dichotome de la planète Vénus (Paris: Gauthier-Villars, (s. d.)).[3]
- La planète Mars, 1659-1929 (Paris: Hermann & Cie, 1930).[4]
- La Planète Mercure et la rotation des satellites. Etude basée sur les résultats obtenus avec la grande lunette de l'observatoire de Meudon (Paris: Gauthier-Villars, 1934).[5]

## Leitura recomendada
- Abetti, Giorgio (1970). «Antoniadi, Eugène M.». Dictionary of Scientific Biography. 1. New York: Charles Scribner's Sons. 172 páginas. ISBN 0684101149
- McKim, Richard J. (1993). «The Life and Times of E.M. Antoniadi, 1870-1944. Part I: An Astronomer in the Making». Journal of the British Astronomical Association. 103: 164–170
- McKim, Richard J. (1993). «The Life and Times of E.M. Antoniadi, 1870-1944. Part II: The Meudon Years». Journal of the British Astronomical Association. 103: 219–227